# Vitézsas
A vitézsas (Polemaetus bellicosus) a vágómadár-alakúak (Accipitriformes) rendjébe, ezen belül a vágómadárfélék családjába a Polemaetus nemhez tartozó egyetlen faj.

## Rendszerezése
A fajt François Marie Daudin francia zoológus írta le 1800-ban, a Falco nembe Falco bellicosus néven.

## Előfordulása
Afrika nagy részén honos, a Szaharától délre. Természetes élőhelyei a szubtrópusi és trópusi síkvidéki esőerdők, gyepek, szavannák és cserjések, mocsarak, folyók és patakok környékén. Állandó, nem vonuló faj.

## Megjelenése
Afrika legnagyobb termetű sasfaja, testhossza 86 centiméter, szárnyfesztávolsága 212-260 centiméter, testtömege 3000-6200 gramm. A tojó nagyobb, mint a  hím. Fején kis bóbitát visel. Erős, horgas tépőcsőre van. Tollas, erős csűdje és  hasi része fehér, sötétebb pettyekkel. Feje, nyaka, melle, háta és szárnyai szürkésfeketék.

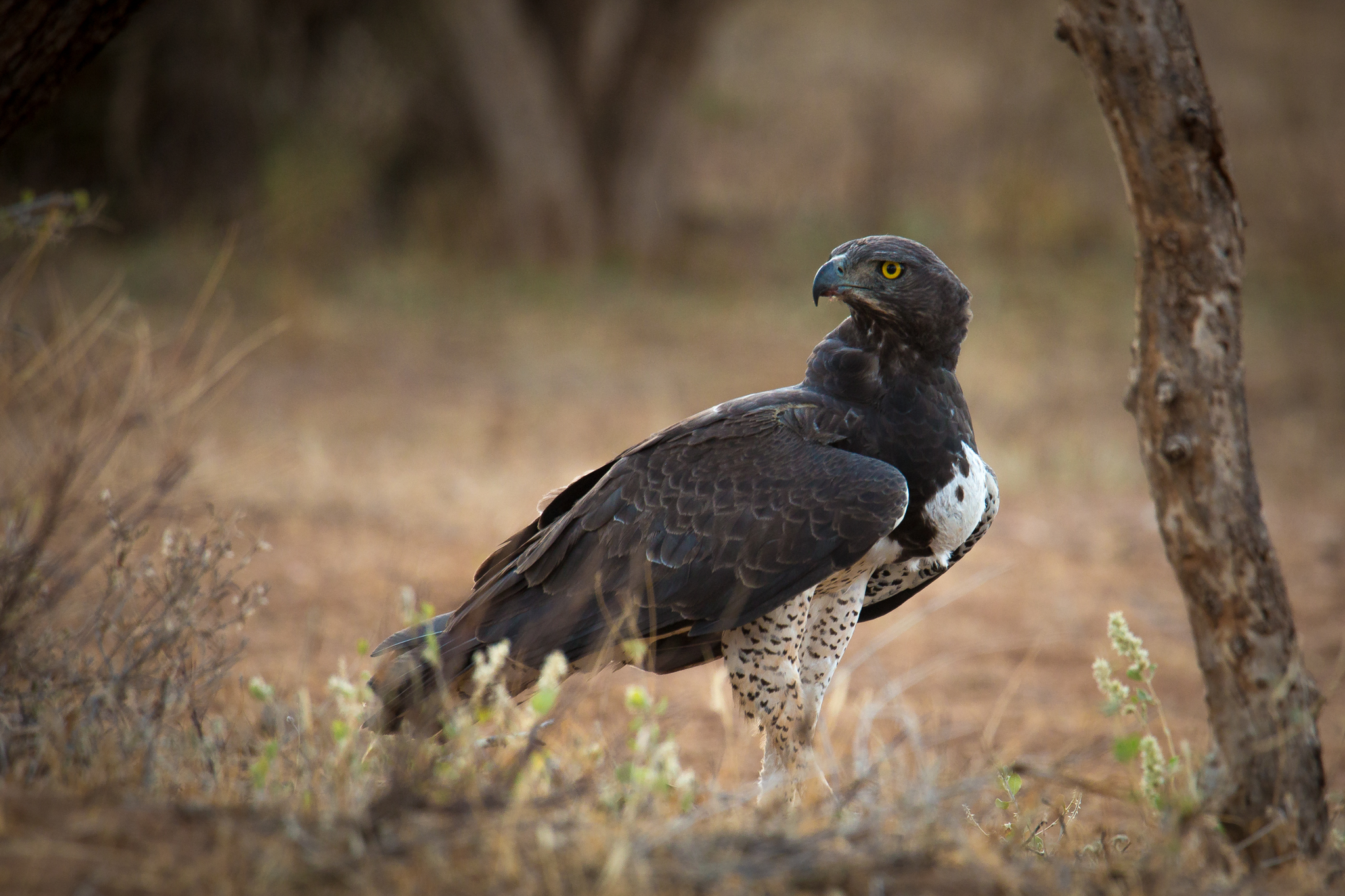
Kifejlett és egy ...
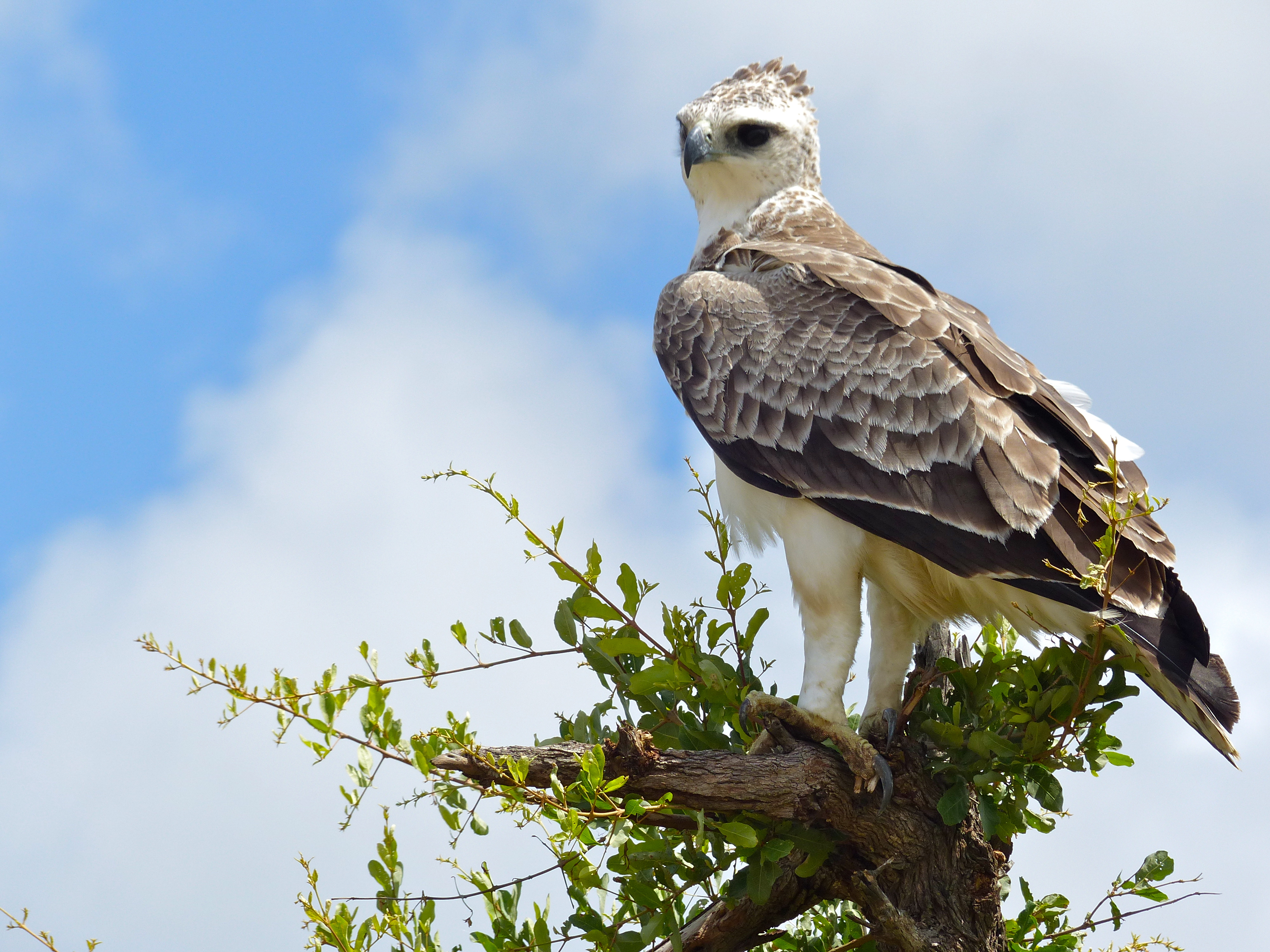
... fiatal példány

## Életmódja
Kisemlősökkel, nyulakkal, majmokkal, kisebb antilopokkal táplálkozik. Levegőben őrjáratozik, vagy egy fa tetejéről lesi a prédáját. Ha észrevesz valamilyen zsákmányt, ferde szögben, nagy sebességgel támadja meg.

## Szaporodása
Fészekalja 1-2 tojásból áll, melyen 45 napig kotlik. A kikelt fiókákat még 100 napig gondozza.
|  |

## Természetvédelmi helyzete
Az elterjedési területe rendkívül nagy, de csökken, egyedszáma szintén csökken. A Természetvédelmi Világszövetség Vörös listáján sebezhető fajként szerepel.